# Aron-Serdyner-Synagoge (Warschau)
Die  Aron-Serdyner-Synagoge von Warschau  war eine Synagoge des  Aron Serdyner .

## Geschichte
Die Aron-Serdyner-Synagoge war eine Synagoge an der Twarda-Straße Nr. 4 in Warschau und galt als religiöses Zentrum des orthodoxen Judentums. Das Gebäude stand in einem großen asphaltierten Hof. Dort befand sich auch eine große Beth Midrasch (בית מדרש), eine Talmudschule.
Die Synagoge wurde im 19. Jahrhundert von Aron Serdyner finanziert. Sie war ein Backsteinbau, erbaut auf einem rechteckigen Grundriss. Die Fenster bildeten einen Hufeisenbogen. Die Synagoge wurde von den Nazis am 15. Mai 1943 zerstört.
Koordinaten: 52° 14′ 6,8″ N, 21° 0′ 6,8″ O